# La Traversée du malheur
La Traversée du malheur est un roman de Michel Tremblay, paru en 2015.

## Résumé
À Montréal, en août 1941, Nana et Gabriel s'installent avec leurs nombreux enfants dans un nouvel appartement du Plateau Mont-Royal. Inconsolable depuis la disparition de ses deux aînés, victimes de la tuberculose, Nana doit cohabiter maintenant avec Victoire, l'aïeule, et Édouard, le vendeur de chaussures qui se travestit le soir en duchesse de Langeais. Elle doit aussi partager les lieux avec Albertine et ses enfants, Thérèse, déjà frondeuse, et Marcel, qui présente des signes inquiétants de folie. 
Lieu de promiscuité étouffant, le pauvre logis du Plateau est démuni de tout, même de suffisamment de nourriture alors que la Deuxième Guerre mondiale fait rage en Europe et que le rationnement prive tout un chacun du nécessaire. 
La vie continue pourtant, avec ses joies furtives et ses misères quotidiennes, où perce toujours l'espoir de jours meilleurs.